# Hermine Krumbein
Hermine Krumbein (* 25. September 2003 in Berlin) ist eine deutsche Pararuderin, die 2024 eine Bronzemedaille bei den Paralympics gewann. 2024 erruderte sie bei den Europameisterschaften eine Silbermedaille.

## Sportliche Karriere
Die gebürtige Berlinerin rudert für den RK Normannia Braunschweig. Sie hat eine stark eingeschränkte Sehkraft und studiert Digital Engineering Maschinenbau.
Bei den Weltmeisterschaften 2023 belegte Krumbein zusammen mit Valentin Luz den fünften Platz im PR3-Mixed-Zweier. 2024 trat Krumbein bei den Europameisterschaften in Szeged zusammen mit Jan Helmich im PR3-Mixed-Zweier an und gewann die Silbermedaille mit anderthalb Sekunden Rückstand auf die britische Crew. Bei den Paralympics 2024 in Paris erruderten Helmich und Krumbein Bronze hinter dem australischen und dem britischen Boot, wobei die Briten die Ziellinie  0,12 Sekunden vor den Deutschen erreichten.

## Auszeichnungen
Im November 2024 erhielten Helmich und Krumbein das Silberne Lorbeerblatt.